# Francisco de los Angeles Quiñones
Francisco de los Angeles Quiñones, O.F.M., španski frančiškan, škof in kardinal, * 1475, León, † 5. november 1540, Coria.

## Življenjepis
7. decembra 1527 je bil povzdignjen v kardinala.
5. decembra je bil imenovan za škofa Corie; škofovsko posvečenje je prejel 21. decembra 1531. S tega položaja je odstopil leta 1532.